# Федеральная служба контрразведки Российской Федерации
Федера́льная слу́жба контрразве́дки Росси́йской Федера́ции (ФСК России) — федеральный орган исполнительной власти России, осуществлявший руководство контрразведывательной деятельностью в 1993—1995 годах.
В соответствии с Положением о Федеральной службе контрразведки Российской Федерации, задачами органов контрразведки являлись: выявление, предупреждение и пресечение разведывательно-подрывной деятельности иностранных спецслужб и организаций против Российской Федерации; добывание разведывательной информации об угрозах безопасности Российской Федерации; обеспечение Президента Российской Федерации информацией об угрозах безопасности Российской Федерации; борьба с терроризмом, незаконным оборотом оружия и наркотических средств, незаконными вооружёнными формированиями, а также незаконно созданными или запрещёнными общественными объединениями, посягающими на конституционный строй Российской Федерации; обеспечение в пределах своей компетенции сохранности государственных секретов Российской Федерации; контрразведывательное обеспечение оперативного прикрытия государственной границы Российской Федерации.

## История
21 декабря 1993 года Президент России Б. Н. Ельцин подписал указ «Об упразднении Министерства безопасности России и о создании Федеральной службы контрразведки Российской Федерации». В состав ФСК вошли практически все подразделения упразднённого министерства безопасности, за исключением пограничных войск, выделенных в самостоятельную Федеральную пограничную службу Российской Федерации — главное командование Пограничных войск Российской Федерации (ФПС — главкомат).
5 января 1994 года были утверждены положение о службе и структура её центрального аппарата: директор, 5 заместителей (включая одного первого), коллегия из 11 человек, 18 управлений, секретариат и Центр общественных связей. В июле 1994 года в составе центрального аппарата появилось управление шифровальной и специальной связи. В январе 1995 года количество должностей заместителя директора было увеличено до шести.
3 апреля 1995 года был подписан Федеральный Закон «Об органах федеральной службы безопасности в Российской Федерации», вступивший в силу 10 апреля 1995 года. В соответствии с ним с 10 апреля 1995 года, ФСК была переименована в Федеральную службу безопасности Российской Федерации, при этом не проводилось организационно-штатных мероприятий, сотрудники службы (включая директора и его заместителей) оставались на своих должностях без переназначений и переаттестаций.

## Руководство ФСК России
- Голушко Николай Михайлович (21 декабря 1993 — 28 февраля 1994), генерал-полковник.
- Степашин Сергей Вадимович (3 марта 1994 — 30 июня 1995), генерал-лейтенант.

## Структура центрального аппарата
- Управление контрразведывательных операций
- Управление по контрразведывательному обеспечению стратегических объектов
- Управление военной контрразведки
- Управление экономической контрразведки
- Управление по борьбе с терроризмом
- Информационно-аналитическое управление
- Оперативно-поисковое управление
- Организационно-инспекторское управление
- Управление оперативно-технических мероприятий
- Управление научно-технического обеспечения
- Управление кадров
- Управление собственной безопасности
- Секретариат
- Договорно-правовое управление
- Управление регистрации и архивных фондов
- Управление шифровальной и специальной связи (с июля 1994 г.)
- Центр общественных связей
- Управление материально-технического обеспечения
- Финансово-экономическое управление
- Военно-медицинское управление
- Военно-строительное управление